# バテン・カイトスII 始まりの翼と神々の嗣子
『バテン・カイトスII 始まりの翼と神々の嗣子』（バテン・カイトスツー はじまりのつばさとかみがみのしし、Baten Kaitos II）は、2006年2月23日に任天堂から発売されたニンテンドー ゲームキューブ用ゲームソフト。

## 概要
2003年12月5日にニンテンドーゲームキューブ用ソフトとして発売された『バテン・カイトス 終わらない翼と失われた海』の続編。
本編は主人公達が現代と過去を往来して、前作では語られなかった神々の大戦とマルペルシュロの謎を解明していくシナリオになっている。
戦闘システムは前作と同様にマグナス（カード）を用いて闘うが、システムは全く異なっている。
開発は前作同様モノリスソフトとトライクレッシェンドの共同開発。音楽も前作に引き続き桜庭統が担当している。当初は2005年12月1日に発売する予定であったが、発表直後に2006年2月23日に発売延期という形になった。任天堂が発売したソフトで唯一日本と北米のみのリリースであり、ヨーロッパとオーストラリアのリリース予定はない。
2023年9月14日に、前作とセットにしたHDリマスター版『バテン・カイトス I&II HD Remaster』がNintendo Switchで発売された。
北米版でのタイトルは『Baten Kaitos Origins』で同年6月25日に発売された。
キャッチコピーは「綺麗な嘘と、汚れた真実。それでも、僕たちは生きてゆく。」

## ストーリー
舞台は前作『バテン・カイトス 終わらない翼と失われた海』より20年前の帝国アルファルド。
帝国の裏の顔ともいえる暗黒部隊に突然緊急招集が掛かった。作戦室に並ぶ部隊員達の中にサギもいた。その夜彼らに下された任務は、自らの国の主、帝国皇帝オーガンの暗殺だった。新入りの身で極秘の任務に就くことになったサギは、周囲からの反感を買いながらもパートナーのギロたちと共に作戦を開始する。皇帝の住む屋敷への潜入は難なく成功、暗殺決行の時は近づいてゆく。しかし皇帝の私室前に辿り着いた時、部屋から話し声が聞こえる事にサギは気付く。意を決し中へ突入すると、謎の男が皇帝の前に佇んでいた。男はサギと入れ違いに立ち去り、サギが皇帝のもとに駆け寄ると、すでに皇帝は殺されていた。
任務の根幹を揺るがす事態に戸惑うサギ達。そこへ同じ暗黒部隊の仲間達が殺到する。だが、彼らはサギを皇帝暗殺の容疑として処刑すると言う。部隊の命令で実行した任務のはずなのに、その部隊に殺されようとしている。突然の出来事に翻弄されながらも何とか逃走するサギとギロ。
更に追い討ちをかけるかのように、逃げる彼らの前に突然異形の怪物が現れる。度重なる事態。そして、この怪物との出会いが、サギを物語の真実へと導いてゆく。

## ゲームシステム

### マグナスバトル
本作の戦闘システムについて記載する。
戦闘ではマグナスと呼ばれるカードを行使して戦う。前作の戦闘システムと大きく違うのは、デッキがパーティ共有になったことである。また、戦闘がリアルタイム制になり、防御ターンも廃止された。
戦闘システムはいわゆるアクティブタイムバトルシステムに近く、攻撃してから一定時間が経過するとまた攻撃が出来る、と言った流れであり、後述のようにコンボを沢山つなげると待機時間も長くなり、逆に少ししか攻撃しないとすぐにまた攻撃出来る。また、前作は一対一でしか攻撃ができなかったが、今作では全体攻撃も可能であり、武器、防具はアイテムとして装備し、一定回数攻撃する（される）と壊れてまたデッキに戻るようなシステムとなったため、前作に比べて戦闘がスピーディーになった。
マグナスには精霊数という番号が付けられており、通常攻撃に用いる技マグナスは「1」（小攻撃）、「2」（中攻撃）、「3」（大攻撃）の三種類に分類されている。これを一ターンに
- 「1」（小攻撃）→「2」（中攻撃）→「3」（大攻撃）

とコンボを繋げることが出来る。また、
- 「1」（小攻撃）→「3」（大攻撃）
- 「2」（中攻撃）→「3」（大攻撃）

と間を抜かして繋げることも出来る。ただし、
- 「2」（中攻撃）→「1」（小攻撃）
- 「3」（大攻撃）→「2」（中攻撃）

など、数字を逆行して繋げることは出来ず、
- 「1」（小攻撃）→「1」（小攻撃）

のように、同じ数字を連続させることも出来ない。
技マグナスほかに装備マグナスがある。これは武器や防具などに分かれ、武器は攻撃力の上昇や属性の添加が出来、防具は防御力を上げることが出来る。装備マグナスの精霊数は「0」または「なし」で、この内「0」のものだけが
- 「0」（武器装備）→「1」（小攻撃）→「2」（中攻撃）→「3」（大攻撃）

と装備した直後に攻撃を繋げることが出来る。
コンボを繋げていくと、MPゲージ（これもパーティ共有）の量が増加し、コンボに必殺技を組み込むことが出来る。必殺技マグナスにも精霊数があり「4」（必殺技I）、「5」（必殺技II ）、「6」（必殺技III）に分類される（例外有り）。これを用いると、最大で
- 「0」（装備）→「1」（小攻撃）→「2」（中攻撃）→「3」（大攻撃）→「4」（必殺技I）→「5」（必殺技II）→「6」（必殺技III）

まで繋げることが出来る。また、通常の攻撃と同様に間を抜かして繋げることも出来る。ただし、必殺技はMPを消費するため、一定のMPゲージに満たないとコンボに組むことは出来ない。
また、アイテムマグナス（回復や補助など）や戦略マグナス（挑発や逃走など）には精霊数がないため、コンボに組み入れることは出来ないので、単発で使用しなくてはならない。

### 精霊値
本編で、主人公達がプレイヤー（精霊）に意見を求めてくる場面があり、その選択肢のどれを選ぶかによって、キャラクターとの精霊値が変化する。
精霊値が高いほど、次に引くマグナスが有利なものに変化し、コンボを組むのに必要なマグナスが引けたり、HPが少ない時は回復マグナスを引くことが出来る。

### リレーコンボ
リレーコンボは上記で記述したコンボを、最大三人まで連続して発動することが出来る応用技である。
リレーコンボを行う条件は以下のとおり
- 最低でも二人が行動できる状況を作る。
- リレーする前のキャラクターのコンボの最後を、必殺技（精霊数は問わない）にする。
- 次のキャラクターは「1」（小攻撃）か「0」（装備）からコンボを始める。

なお、リレーコンボは組み終わった後にキャラクターが行動するため、マグナスを選んでいる途中にダウンさせられると繋げなくなる。

### EXコンボ
特定のコンボを組むとマグナスが干渉し、特殊な技に変化することがあり、これを「EXコンボ」と呼ぶ。前作のSPコンボと似て非なるものである。

## 登場キャラクター

### メインキャラクター
サギ (Sagi)
声 - 浪川大輔
本作の主人公。15歳。辺境の小大陸ハッサレーのシェラタン出身で、心の中に精霊を宿す精霊憑きの少年。武器は長刀。帝国のエリート組織「暗黒部隊」に所属しており、破壊工作や暗殺などが主な任務である。その任務を本人は快く思っていないが、故郷であるハッサレーの孤児院のためにお金を稼いでいる。明るく前向きで素直な性格である。やや気弱で、幼い頃はあまり友達がいなかった。そのため精霊と出会えたことを非常に嬉しく思っているが、自分にしか認識できないその存在に対して不安を抱くこともある。今でも精神年齢が若干幼い面が見られ、母親のジーナに対してやや依存気味なところがあり、ミリィに「甘えん坊」と言われる。孤児院で暮らしている弟分のチックとワッチョとは仲がいい。日本刀に似た両手持ちの片刃剣を使った剣術で戦う。こころの翼は白鷺の羽。
ミリィ / ミリィアルデ (Milly / Millyald)
声 - 小林ゆう
本作のヒロイン。17歳。逃亡中のサギ達の前に現れた少女。愛称は「ミリィ」。本人曰く、帝国の貴族の箱入り娘。外の世界が見たいという理由で旅に同行する。アヌエヌエの魔法学校を首席で卒業したそうだが、魔法は全く使えないようで、さらに授業中はよく寝ていてあまり内容を聞いていなかった。しかし、そこで培った知識は旅に役立っている。明るいが、かなり気の強い性格で、ギロと口げんかをすることは日常茶飯事。サギのことを少し気にかけているが、それゆえに、引け目な性格のサギが他の女の子になすがままに押されるのを見て怒る場面もある。戦闘は大きな2本のクラブを用いた格闘技で行う。
ギロ (Guillo)
声 - 小村哲生（男性） / 野沢由香里（女性）
土の中に埋まっていたところをサギに掘り起こされた不思議な人形。外見は帝国で開発している機械兵士「マキナウィル」にそっくりだが、それとは異なり喋ることができる。男性の声と女性の声が重なって聞こえるなど謎が多く、その詳細は不明である。ちなみに中身は空洞で子供が入ることもできたりする。思ったことは相手の立場に関係なく口に出す性格で、物事を動物に例えて話す癖がある。老人のような口調が特徴的。サギとは仲が良いが、ミリィとは犬猿の仲。本人は子供を嫌っているようだが、よく懐かれている。戦闘では強力な魔法を使いこなす。人形であるためこころの翼は持たない。

### サブキャラクター
バアルハイト (Baelheit)
声 - 佐々木敏
38歳。マキナと呼ばれる機械を開発した帝国に繁栄をもたらす男性。そのため国民からの支持も厚い。現在は帝国の有力者で、皇帝のオーガンが亡くなった後は次期皇帝に立候補する。また、同時に彼直属の部隊である暗黒部隊を使って、各大陸をゲリラ的に機械化する、マキナ化政策を実行している。
シャナト (Shanat)
声 - 真殿光昭
27歳。バアルハイトの右腕にして、バアルハイト軍の参謀的存在の男性。マキナ化政策の指揮を執り、サギ達と敵対する。口調は丁寧かつ穏やかだが、その裏に皮肉が込められており、内面は邪悪。自らの神経に直接マキナアルマの回路を接続し、強力な武器を用いた格闘技で戦う。
ネロ (Nero)
声 - 横島亘
49歳。伝説の精霊憑きとしてその名を轟かせている帝国アルフォルドの軍務官の男性。バアルハイトと同じく次期皇帝の候補者。逃亡中のサギたちと契約し、皇帝暗殺容疑を晴らす代わりに各大陸に渡る様々な任務を与えてくる。頭脳明晰な人物だが、過去の戦いで左足が不自由になっている。
ゲルドブレイム (Geldoblame)
声 - 茶風林
25歳。ネロの右腕的存在で帝国の行く末を案じる人格者の男性。
ジャコモ (Giacomo)
声 - 三木眞一郎
13歳。暗黒部隊員の少年。前作同様、今作でも敵として登場する。皇帝暗殺容疑を掛けられたサギを執拗に追う。部隊内でもトップクラスの戦闘力を持つエリート。しかし、性格は年齢相応でかなりの負けず嫌いであり、一度敗北してから何度も何度もサギに戦いを挑むが破れ、その度により強力な力を欲する。20年後と同じく鎌を使うが、そのサイズは一回り小さい。
ヴァララ (Valala)
声 - 井上喜久子
18歳。バアルハイトの配下の少女。先遣隊長的な立場にいる。暗黒部隊員である。自分に今までにない力を与えてくれるマキナを信奉しており、自身もまたマキナアルマ・レイを操作し、幾度かサギ達の前に立ちはだかる。個人では、銃型マキナを使用する。
ヒューズ (Heuse)
声 - 小西克幸
25歳。バアルハイトの配下の男性。様々な修羅場をくぐってきたとされ、使用するマキナも肉弾戦を主としているものが多い。マキナ化の際は、打撃系マキナアルマを装着して戦う。弟であるナスカを溺愛している。
ナスカ (Nasca)
声 - 斎賀みつき
14歳。バアルハイトの配下の少年。ひ弱そうに見えるが、芯は強い。兄のヒューズの期待に応えるべく努力している。ヴァララから譲り受けたマキナアルマ・カノンに搭乗し、マキナ化を行う。武器は短剣。
レイドカーン (Ladekahn)
声 - 小林由美子
12歳。雲の国ディアデムの若き国王の少年。前作では語られなかったギバリとの関係が、今作では詳しく描かれている。
ギバリ (Gibari)
声 - 吉野裕行
14歳。レイドカーンとは親友の少年。元漁師であるラムバリの息子で、猪突猛進で力でおす傾向がある。
パロロ2世 (Palolo IInd)
声 - 皆川純子
14歳。世界各地でいたずらをして回るという大ドロンコの少年。つむじ風にのって突然現れるなど、忍者のようでもある。レイドカーンやギバリと仲がいい。
アナ (Anna)
声 - 重松朋
9歳。ギバリの幼なじみの少女。一人で酒場を経営している。
コレルリ (Corelli)
声 - 松井菜桜子
17歳。虹の国アヌエヌエを治める少女。前作にも登場している。
ローロ (Lolo)
声 - 岡村明美
18歳。滝の村オプに住む大工で木を材料にしたからくりを作るのが得意な少女。嬉しいことがあったり、褒められるとサギに抱きつく習性がある。よくミリィから嫉妬される。
ロドルフォ (Rodolfo)
声 - 高瀬右光
31歳。とある大陸の指導者で、ずる賢い性格をしている。
サヴィナ (Savyna)
声 - 浅野まゆみ
5歳。黒髪の少女。シャナトがすでに死亡している際に手紙を置いてその場から去る。
ティスタ (Tista)
声 - 檜山修之
22歳。5人兄弟の長男。ワイズマンのマグナス化政策を阻止するために活動している男性。また、そのリーダー的存在。常に先を考えて行動できる。クィスという婚約者がいる。
ペッツ (Petz)
声 - 小山力也
19歳。5人兄弟の次男。喧嘩っ早い性格の少年。人の話を最後まで聞かないことがある。しかし、誰よりも仲間を大切に思っている。正義感に溢れ、間違ったことは許せない熱血漢。
ピエーデ (Pierde)
声 - 前田ゆきえ
19歳。5人兄弟の長女。落ち着いた性格の少女。兄弟の母親的存在。
ポルコ (Poruko)
声 - 成瀬誠
18歳。5人兄弟の三男。泣き虫だが人一倍力持ちな少年。兄達ほどの知識はない。外見通り、食べることが好き。
マーノ (Marno)
5人兄弟の末っ子。オープニングムービーで少しだけ登場。見知らぬ土地ではサギがこの人物と間違われていた。上の4人とは違って魔法ではなく刀を使うらしい。
ワイズマン (Wiseman)
声 - 郷里大輔
クヤムを治める領主の男性。こころの力が強大で、世界で唯一生物をマグナス化する能力を持つ。人をマグナス化するマグナス化政策を推し進める。マグナス化された人間は、肉体を失ってこころだけの存在となるが、クヤムの民たちからは尊敬されている。

## 用語
こころの翼
バテン・カイトスの世界では、人々は「こころの翼」という羽を持っている。これは、空を自由に飛べるほどの力はないが、移動速度を上げる「こころの翼ダッシュ」や、高い所や離れた場所にジャンプする程度の力はある（前作の主人公・カラスは翼による滞空が可能だった）。しかし、近年のマキナ化によって人々が翼に依存しなくなり、翼を捨てる人が相次いでいる。特にアルファルドでは盛んで、ほとんどの人が翼を捨てている。「こころ」を「心」と表記しないのは、「こころ」とは人の願いを具現化する術であり、「心」では留まらない部分があるからである。
マグナス
前作の当該項目参照。今作のマグナスは以下の二つに分類される。
バトルマグナス
戦闘で使用するマグナス。通常攻撃、必殺技、装備、アイテム等のバトルマグナスが存在する。
クエストマグナス
主にシナリオの謎解きやクエスト（人々からの依頼）に使用するマグナス。マップ上で様々な物からマグナ・エッセンスを抽出することによって入手することができる。また、2つ以上のクエストマグナスを合成し、新たなマグナスを作ることも可能である。クエストマグナスの中には持っているだけでパーティーメンバーのステータスに影響を与えるものも存在する。

マキナ
マキナとは機械のようなもので、バアルハイトが発明した。マキナにより帝国は繁栄を築いた。マキナを用いた兵器に、「マキナアルマ」や、機械人形の「マキナウィル」などがある。
マキナアルマ
マキナに「マルペルシュロの遺児」から抽出した力を取り入れた破壊兵器。「マキナアルマ・レイ」や「マキナアルマ・カノン」など種類がある。中には直接身につけるタイプもある。

## スタッフ
- エグゼクティヴプロデューサー - 岩田聡
- プロデューサー - 杉浦博英
- ディレクター
  - アートディレクター - 本根康之
  - サウンドプログラム - 初芝弘也
- シナリオライター - 小島幸
- ミュージックコンポーザー - 桜庭統
- キャラクターデザイナー - 日暮央
- オープニングムービープロデューサー - 倉澤幹隆
- Coプロデューサー - 野口伸二

## 関連商品

### 和書
- 攻略本
  - バテン・カイトスII 始まりの翼と神々の嗣子
  - バテン・カイトスII 始まりの翼と神々の嗣子 任天堂公式ガイドブック
  - バテン・カイトスII 始まりの翼と神々の嗣子 マグナス聖典
  - バテン・カイトスII 始まりの翼と神々の嗣子 ザ・コンプリートガイド

### 音楽
- バテン・カイトスII 始まりの翼と神々の嗣子 オリジナルサウンドトラック